# Marcos López (periodista)
Marcos López Fernández (Madrid, 1970) es un periodista y presentador de televisión español.

## Biografía
Licenciado en Ciencias de la información, rama de Periodismo por la Facultad de Ciencias de la Información (Universidad Complutense de Madrid) (1988-1994), tras hacer el servicio militar (1994-1995), trabajó en Canal+ desde el 26 de junio de 1995 hasta 2007. Durante 7 años presentó el programa deportivo El tercer tiempo y posteriormente programas como El tercer tiempo europeo, Más y más fútbol o las finales de la NBA. En esta cadena también cubría principalmente noticias de fútbol y balonmano, deporte en el que se especializó y del que comenzó a narrar partidos de la Liga Asobal. 
Desde 2007 trabaja en TVE, primero en el Canal 24 horas donde presentó el bloque de deportes en los informativos del canal, a la vez que realizó suplencias desde 2007 a 2010, en los bloques de deportes del resto de las ediciones de los Telediarios cuando era necesario. Después fue presentador de Club de fútbol (2008-2009), Estudio estadio (2009-2010) y Tribuna Champions (2009-2010). Desde el 1 de septiembre de 2008 al 23 de julio de 2010 presentó el bloque de deportes del Telediario Matinal presentado por Susana Roza y Ana Roldán. Al mismo tiempo, fue uno de los redactores enviados para cubrir la información de los Juegos Olímpicos de Pekín 2008 (donde se encargó de narrar la ceremonia de clausura con Paloma del Río y Amat Carceller) y el 2 de octubre de 2009 formó parte del dispositivo de TVE con motivo de la elección de la sede de los Juegos Olímpicos de Verano de 2016, Madrid 2016.
Desde el 4 de septiembre de 2010 hasta el 30 de diciembre de 2012 presentó la información general en el Telediario Fin de semana; lo hizo en compañía de María Casado entre el 4 de septiembre de 2010 y el 10 de junio de 2012 y del 8 de septiembre al 16 de diciembre de 2012 con Raquel Martínez. En esa época fue el presentador suplente del Telediario 2 cuando sus presentadoras Pepa Bueno y Marta Jaumandreu se ausentaban y fue presentador provisional del TD2 entre el 14 de junio de 2012 y el 20 de julio de 2012 con motivo de la salida de Pepa Bueno de TVE. Al mismo tiempo, en verano de 2012, formó parte del operativo de TVE en Londres 2012 (donde se encargó de narrar la ceremonia de clausura con Ernest Riveras y Amat Carceller).
Meses después, entre el 8 de enero de 2013 al 5 de septiembre de 2014, pasa de nuevo al Telediario 2, primero junto a Marta Jaumandreu hasta el 30 de julio de 2013 y desde el 2 de septiembre de 2013 al 4 de julio de 2014 con Ana Blanco. El 7 de septiembre de 2013 formó parte de la cobertura de TVE con motivo de la elección de la sede de los Juegos Olímpicos de Verano de 2020, Madrid 2020.
Finalizada esta etapa, pasó a formar parte desde septiembre de 2014 del equipo de reporteros del programa En portada de La 2. Posteriormente en 2015, recaló en la redacción de La 2 noticias y se hizo cargo del informativo en agosto de 2015, con motivo del descanso de su presentadora Mara Torres. Y entre 2015 y 2016 fue director y presentador de Zoom Music del Canal 24 horas.
En enero de 2016 fue nombrado corresponsal de los Servicios Informativos de TVE en Río de Janeiro y desde octubre de 2017 hasta agosto de 2019 es corresponsal en Buenos Aires.
Siendo corresponsal en Río de Janeiro para Televisión Española, formó parte del dispositivo de la cadena con motivo de los Juegos Olímpicos de Río de Janeiro 2016.
Desde el 14 de septiembre de 2019, presenta el bloque de deportes en los Telediarios Fin de semana de Televisión Española. Al mismo tiempo, en 2021, forma parte del equipo de enviados especiales de Televisión Española con motivo de los Juegos Olímpicos de Tokio 2020; el 2 y el 30 de octubre de 2022 copresenta desde Río de Janeiro (como enviado especial de TVE) con Elena Ochoa desde Madrid, el especial Brasil decide con motivo de las elecciones generales de Brasil, emitido en el Canal 24 horas y TVE Internacional; entre noviembre y diciembre del mismo año, forma parte del dispositivo de TVE para la Copa Mundial de Fútbol de 2022y el 22 de octubre de 2023 forma parte del despliegue de RTVE con motivo de las elecciones presidenciales de Argentina de 2023, como enviado especial en el país.
En 2024 forma parte del dispositivo de RTVE para la Eurocopa 2024 y los Juegos Olímpicos de París 2024.